# Giuseppe Ungaretti
Giuseppe Ungaretti (* 10. Februar 1888 in Alexandria; † 2. Juni 1970 in Mailand) war ein italienischer Schriftsteller und Lyriker.

## Leben

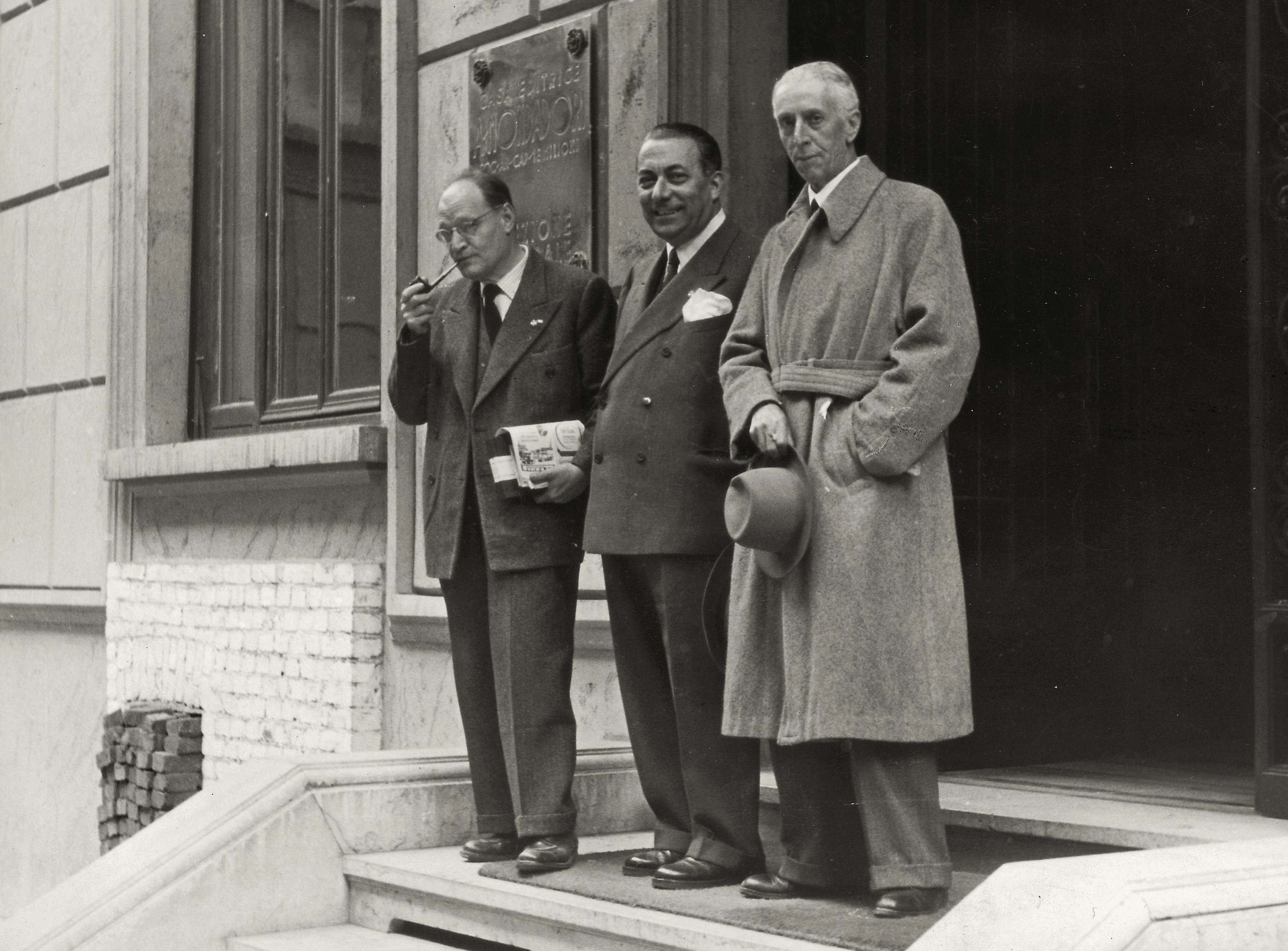
Giuseppe Ungaretti (links), Arnoldo Mondadori (Mitte) und Tom Antongini in den 1940er-Jahren vor dem Verlagshaus Mondadori

Giuseppe Ungaretti wurde in Alexandria (Ägypten) geboren, wo sein aus Lucca stammender Vater am Bau des Suezkanals beteiligt war. Ungaretti studierte ab 1912 in Paris an der Sorbonne, und zwischenzeitlich auch in Italien. Während dieser Zeit lernte er verschiedene Künstler kennen (Apollinaire, Max Jacob, Derain, Picasso, Braque, Peguy, Bergson). Im Ersten Weltkrieg war Ungaretti seit 1914 als Soldat im 19. italienischen Infanterieregiment – zumeist an der österreichischen Front – eingesetzt. Von 1921 bis 1936 arbeitete er in Rom im Außenministerium und als Korrespondent für verschiedene Zeitschriften. Anschließend übernahm er ab 1937 an der brasilianischen Universität von São Paulo den Lehrstuhl für italienische Literatur. Der Tod seines neunjährigen Sohnes Antonio im Jahr 1942 war der Grund für Ungarettis Rückkehr nach Italien. An der römischen Universität wurde dann für ihn ein Lehrstuhl eingerichtet.

## Rezeption
Im Jahre 1916 entstanden seine ersten Texte Il porto sepolto (Allegria di naufragi, Sentimento del tempo). Darin war er von den französischen Futuristen beeinflusst. Ungaretti selbst nannte Giacomo Leopardi als einen lebenslänglichen Begleiter in seinem Schaffen. Nach dem Tod des Sohnes schrieb Ungaretti Giorno per giorno.
Ungaretti war mit seiner dunklen Lyrik führender Vertreter des literarischen Ermetismo. Seine Gedichte wurden von Autoren wie Ingeborg Bachmann, Hilde Domin und Paul Celan ins Deutsche übersetzt. „M'illumino / d'immenso“ ist das kürzeste und berühmteste Gedicht, mit dem Giuseppe Ungaretti am 26. Januar 1917 in Santa Maria La Longa zunächst unter der Überschrift „Cielo e mare“, später „Mattina“ einen Höhepunkt an Minimalismus erreichte. Ingeborg Bachmanns Übertragung dieser vier Wörter lautet: „Ich erleuchte mich / durch Unermeßliches“. Christoph Wilhelm Aigner nahm das Gedicht in seine Ausgabe mit Übersetzungen von Gedichten Ungarettis nicht auf. Er begründete seine Entscheidung, dass „von einem derart komprimierten Gebilde, das stark von den Vokalen und dem Rhythmus seiner Sprache genährt wird, bei jeglicher Übertragung ins Deutsche nicht viel mehr als eine Behauptung übrigbleibt“.

## Auszeichnung
- 1970: Erster Preisträger des Neustadt International Prize for Literature

## Werke (Auswahl)

### Italienische Ausgaben
- L'allegria. Gedichte von 1914 bis 1919. Arnoldo Mondadori Editori, Mailand 1931.
- Sentimento del tempo. Vallecchi, Florenz 1933.
- Vita d'un uomo. Gesammelte Werke. Arnoldo Mondadori Editori, Mailand 1942–1961.
  - Neuauflage: Vita d'un uomo. Tutte le poesie. Arnoldo Mondadori Editori, Mailand 2009, ISBN 978-88-04-58349-3.

### Deutsche Einzelausgaben
- Ungaretti. Gedichte. (= Bibliothek Suhrkamp, Band 70). Italienisch und deutsch. Übertragung und Nachwort von Ingeborg Bachmann. Suhrkamp Verlag, Frankfurt am Main 1961.
  - Taschenbuchausgabe: Ungaretti. Gedichte. (= Serie Piper, Band 2189). Italienisch / Deutsch. Aus dem Italienischen und mit einem Nachwort von Ingeborg Bachmann. Piper, München / Zürich 1995, ISBN 3-492-12189-6.
- Notizen des Alten. Il Taccuino del vecchio. Gedichte. Italienisch und Deutsch. Übertragung von Michael Freiherr Marschall von Bieberstein. Ars Librorum, Frankfurt am Main 1967.
- Das verheißene Land. La terra promessa. Das Merkbuch des Alten. Il taccuino del vecchio. Italienisch und Deutsch. Übertragen von Paul Celan. Insel, Frankfurt am Main 1968.
- Die späten Gedichte. Italienisch und Deutsch. Übertragung und Nachwort von Michael Freiherr Marschall von Bieberstein. Piper, München 1974, ISBN 3-492-02079-8.
- Freude der Schiffbrüche. Herausgegeben und mit einem Nachwort versehen von Christine Wolter. Nachgedichtet von Ingeborg Bachmann, Michael Marschall von Bieberstein, Paul Celan, Elke Erb und Christine Wolter. Volk und Welt, Berlin 1977.
- Ich suche ein unschuldiges Land. Italienisch und Deutsch. Übertragung und Nachwort von Michael Freiherr Marschall von Bieberstein. Piper, München 1988.
- Die Heiterkeit. L'allegria. Gedichte 1914–1919. Italienisch und Deutsch. Übertragen von Hanno Helbling. Hanser, München 1990, ISBN 978-3-446-16043-9.
- Zeitspüren. Gedichte. Ausgewählt und übertragen von Christoph Wilhelm Aigner. DVA, München 2003, ISBN 978-3-421-05692-4.

### Deutsche Werkausgaben
- Ein Menschenleben. Herausgegeben und aus dem Italienischen übertragen von Angelika Baader und Michael von Killisch-Horn. Werkausgabe in vier Bänden:
  - Band 1: Die Freude. Gedichte 1919–1934. P. Kirchheim, München 1993, ISBN 3-87410-047-2.
  - Band 2: Zeitgefühl. Gedichte 1919–1946. P. Kirchheim, München 1991, ISBN 3-87410-048-0.
  - Band 3: Das verheissene Land. Gedichte 1933–1970. P. Kirchheim, München 1992, ISBN 3-87410-049-9.
  - Band 4: Die Wüste und weiter. Reiseprosa 1931–1946. P. Kirchheim, München 2000, ISBN 3-87410-050-2.

### Übersetzungen
- 40 sonetti di Shakespeare. Aus dem Englischen übersetzt von Giuseppe Ungaretti. Arnoldo Mondadori Editori, Mailand 1948.
- Da Góngora e da Mallarmé. Aus dem Spanischen und Französischen übersetzt von Giuseppe Ungaretti. Arnoldo Mondadori Editori, Mailand 1948.
- Fedra di Jean Racine. Aus Französischen übersetzt von Giuseppe Ungaretti. Arnoldo Mondadori Editori, Mailand 1948.
- Visioni di William Blake. Aus dem Englischen übersetzt von Giuseppe Ungaretti und einem Anhang von Mario Diacono. Arnoldo Mondadori Editori, Mailand 1965.